# 北郷敏久
北郷 敏久（ほんごう としひさ）は、室町時代の日向の武将。北郷氏6代当主。5代当主北郷持久の嫡男。持久が大覚寺義昭事件に連座して都城を追われて以来、24年振りに北郷氏の本拠地である都城へ復帰した。

## 生涯
応仁2年（1468年）、庄内瀬田ケ辻（現在の宮崎県都城市庄内町）に安永城を築き、持久とともに居城とした。築城に際し、薩州家の島津国久や豊州家の島津季久が助勢したと伝えられている。文明8年（1476年）、島津宗家11代島津忠昌の命により都城を回復することができたが、忠昌が若年ということもあり、島津氏の勢力には翳りがみられ領内には戦乱が続いた。文明17年（1485年）、伊作家の島津久逸が日向の伊東祐国や北原氏と共謀して島津宗家に叛旗を翻した。祐国らは日向飫肥の新納忠続を攻めたので、忠昌は敏久に先鋒を命じ自らも出陣した。敏久は祐国を討ち取り、忠昌は敏久に褒賞として中郷300町を与えた。